# Трилогия желания
«Трилогия желания» (англ. The Trilogy of Desire) — цикл романов американского писателя Теодора Драйзера, показывающий общественную, культурную, политическую и финансовую жизнь Америки конца XIX — начала XX века. Его главный герой — богатый делец Фрэнк Алджернон Каупервуд, прототипом которого является американский финансист Чарльз Йеркс.
Цикл включает в себя три романа:
1. «Финансист» (1912)
2. «Титан» (1914)
3. «Стоик» (роман закончен в 1945, незадолго до смерти автора; издан в 1947)